# Nils Heribert Nilsson
Nils Heribert-Nilsson (26 de mayo de 1883 , Skivarp, Scania - 3 de agosto de 1955) fue un botánico, profesor, y genetista sueco.
Nilsson recibe su Ph.D. en la Universidad de Lund en 1915, defendiendo la tesis Die Spaltungserscheinungen der Oenothera lamarckiana. Entre 1934 a 1948 fue profesor de botánica, en particular sistemática, morfología y fitogeografía, en la Universidad de Lund.
Heribert-Nilsson fue activo en fitomejoramiento; trabajando enfáticamente en el género Salix y en su taxonomía, sumamente complicada por las frecuentes hibridaciones. Además de sus estudios sobre Salix, realizó investigaciones de hibridaciones en Salix viminalis y en Salix caprea.
Sus ideas antidarwinistas fueron divulgadas en España por la revista Escorial, representativa del entonces triunfante fascismo español y del nacionalcatolicismo. En 1942, dicha publicación traducía su artículo «La idea de la evolución y la biología moderna», donde calificaba las teorías de Darwin como una ficción y concluía diciendo que «la teoría de la evolución, en lo que se refiere al origen de las especies, no puede corroborarse por medio de una investigación experimental».
En 1943 es electo miembro de la Real Academia de las Ciencias de Suecia.

## Emicación
En 1953, Heribert Nilsson publica su más voluminosa obra Synthetische Artbildung ("Especiación sintética"). En una revisión para Science, Joel Hedgpeth sumariza su tesis del opus de dos volúmenes elegantemente impresas como sigue:
El concepto de evolución como un proceso continuamente fluyente puede ser solo probado con las líneas lamarckianas, mientras "evolución y Lamarckismo son inseparables debido a que incluyen las mismas ideas fundamentales." No hay pruebas de los datos de recombinaciones genéticas o mutaciones para entender lo generalmente aceptados conceptos de evolución; así, la evolución no ocurre al mismo tiempo. Parece haber occurrido en el pasado, y los registros fósiles es el resultado de la preservación de la biota mundial durante los periodos de acercamiento lunar induciendo tremendas acciones de mareas (el "mar Tethys") y por congelamiento a altas latitudes debido al empuje de aire frío hacia el ecuador manteniendo tales preservaciones. Durante esos periodos revolucionarios hubo resíntesis de la biota entera global pro material genético o gametas a lo largo de las mismas líneas básicas (de tal modo, que no hay punto para filogenias, y las similitudes de la vida orgánica se deben a la actividad sintética de similares "gametas"); este proceso es denominado "emicación".
Entendiendo la deriva continental (no muy comúnmente aceptada teoría en ese momento), Heribert Nilsson invocó a tremendas ondas de mareas por el hecho de que mucha flora fósil, tales como la Formación London Clay, consistente de especies cuyos modernos parientes viven en paísesz tropicales muy distantes del sitio de deposición, así G.L. Stebbins lo escribe en un artículo para The Quarterly Review of Biology en 1955.
De acuerdo a Stebbins, la línea final de Heribert Nilsson de "evidencia" contra la evolución consiste en un intento de crítica a ciertos principios básicos de la genética, particularmente el orden lineal de los genes en los cromosomas.
Como esos principios están hoy confirmados bajo ninguna duda, no es sorprendente que la hipótesis de Heribert Nilsson sobre la emicación no tenga ninguna resonancia.

## Algunas publicaciones
- Die Spaltungserscheinungen der Oenothera lamarckiana, Ph.D. Thesis, 1915
- Experimentelle Studien über Variabilität, Spaltung, Artbildung und Evolution in der Gattung Salix, 1918
- Synthetische Bastardierungsversuche in der Gattung Salix, 1930
- Linné, Darwin, Mendel: trenne biografiska skisser ("Linneo, Darwin, Mendel: tres esquemas biográficos"), popular science, 1930
- Der Entwicklungsgedanke und die moderne Biologie ("La idea del desarrollo y la biología moderna"), 1941
- Synthetische Artbildung: Grundlinien einer exakten Biologie, 2 vols., 1953

- La abreviatura «N.H.Nilsson» se emplea para indicar a Nils Heribert Nilsson como autoridad en la descripción y clasificación científica de los vegetales.[7]